# Matti Sutinen
Matti Sutinen (* 31. Januar 1930 in Wyborg; † 15. April 2024) war ein finnischer Stabhochspringer.

## Sportliche Laufbahn
Bei den Olympischen Spielen 1956 in Melbourne gelang ihm im Finale keine gültiger Versuch. 1958 kam er bei den Leichtathletik-Europameisterschaften in Stockholm auf den 19. Platz.
1960 wurde er bei den Olympischen Spielen in Rom Sechster mit seiner persönlichen Bestleistung von 4,50 m.